# Mike Doherty
Michael Doherty (sinh ngày 8 tháng 3 năm 1961) là một cầu thủ bóng đá người Anh thi đấu ở Football League, ở vị trí tiền đạo.